# بروس لی
بروس لی (زاده با نام لی جن فان؛ ۲۷ نوامبر ۱۹۴۰ – ۲۰ ژوئیه ۱۹۷۳) یک رزمی‌کار، بازیگر، فیلم‌ساز و فیلسوف هنگ‌کنگی-آمریکایی بود. او بنیان‌گذار جیت کان دو، فلسفه‌ای در هنرهای رزمی تلفیقی، بود که از تجربیات لی در مبارزات بدون سلاح و دفاع شخصی، و همچنین از فلسفه‌های متنوع–مکتب التقاطی، ذن بودایی و تائوئیستی–شکل گرفت و به عنوان مکتبی نوین در تفکر هنرهای رزمی مطرح شد. با حرفه‌ای که شامل سینمای هنگ کنگ و ایالات متحده می‌شد،‌ لی به عنوان نخستین ستاره چینی در سطح جهانی و یکی از تأثیرگذارترین رزمی‌کاران در تاریخ سینما شناخته می‌شود. او که با ایفای نقش در پنج فیلم بلند رزمی شهرت یافت، به محبوبیت فیلم‌های رزمی در دهه ۱۹۷۰ و ترویج سینمای اکشن هنگ کنگ کمک شایانی کرد.
لی در سان فرانسیسکو زاده شد و در هنگ کنگ بریتانیا بزرگ شد. پدرش او را از کودکی با صنعت فیلم هنگ کنگ آشنا کرد و به عنوان بازیگر کودک وارد سینما شد. تجربیات اولیه او در هنرهای رزمی شامل وینگ‌چون (زیر نظر ییپ من)، تای چی، بوکس (که با آن توانست در یک مسابقه بوکس هنگ کنگ قهرمان شود) و همچنین مبارزات خیابانی مکرر (در محله‌ها و روی پشت‌بام‌ها) بود. در سال ۱۹۵۹، لی به سیاتل مهاجرت کرد و در سال ۱۹۶۱ در دانشگاه واشینگتن ثبت‌نام نمود. در همین دوران، در حالی که آرزوی بازیگری داشت، به فکر کسب درآمد از طریق آموزش هنرهای رزمی افتاد. او اولین مدرسه هنرهای رزمی خود را در خانه‌اش در سیاتل افتتاح کرد. پس از مدتی، مدرسه دوم خود را در اوکلند، کالیفرنیا تأسیس کرد. در سال ۱۹۶۴، او در مسابقات بین‌المللی کاراته لانگ بیچ کالیفرنیا با اجرای نمایش‌ها و سخنرانی، توجه زیادی را به خود جلب کرد. پس از آن، به لس آنجلس نقل مکان کرد تا به تدریس ادامه دهد و از جمله شاگردان مشهور او می‌توان به چاک نوریس، شارون تیت و کریم عبدالجبار اشاره کرد.
نقش‌های او در آمریکا، از جمله بازی در نقش کاتو در مجموعه گرین هورنت، او را به مخاطبان آمریکایی معرفی کرد، اما تضادهای فرهنگی موجود مانع از آن شد که بتواند به‌طور کامل خود را ابراز کند. پس از بازگشت به هنگ کنگ در سال ۱۹۷۱، او نخستین نقش اصلی خود را در رئیس بزرگ به کارگردانی لو وی به دست آورد. یک سال بعد، در خشم اژدها نقش چن زن را ایفا کرد و در راه اژدها، که خودش نویسندگی و کارگردانی آن را بر عهده داشت، به هنرنمایی پرداخت. او سپس در تولید مشترک هنگ کنگ و ایالات متحده، اژدها وارد می‌شود (۱۹۷۳) و بازی مرگ (۱۹۷۸) ایفای نقش کرد. تمام فیلم‌های او، چه در هنگ کنگ و چه در هالیوود، از نظر تجاری موفق بودند و سطح جدیدی از محبوبیت و اعتبار را برای فیلم‌های رزمی هنگ‌کنگ به ارمغان آوردند، به‌طوری که علاقه غرب به هنرهای رزمی چینی به‌طور چشمگیری افزایش یافت. سبک کارگردانی و لحن فیلم‌های او، از جمله طراحی مبارزات و تنوع آنها، تأثیری عمیق بر هنرهای رزمی و سینمای رزمی در سراسر جهان گذاشت. تحت تأثیر او، فیلم‌های کونگ‌فو جایگزین ژانر ووشیا شدند—مبارزات به شکل واقع‌گرایانه‌تری طراحی شدند، عناصر فانتزی حذف شده و به جای آن درگیری‌های دنیای واقعی محوریت یافتند. همچنین، شخصیت قهرمان مرد از یک شوالیه صرف به فردی تبدیل شد که نماد نرینگی و قدرت بود.
زندگی حرفه‌ای لی با مرگ ناگهانی او در ۳۲ سالگی بر اثر ادم مغزی کوتاه شد. با این حال، فیلم‌های او همچنان محبوب ماندند، هواداران سرسختی پیدا کردند و به‌طور گسترده مورد تقلید و بهره‌برداری قرار گرفتند. او به یک چهره نمادین در سراسر جهان تبدیل شد، به‌ویژه در میان چینی‌ها، به دلیل نمایش فرهنگ کانتونی در فیلم‌هایش، و در میان آسیایی-آمریکایی‌ها، به خاطر شکستن کلیشه‌های آسیایی در ایالات متحده. پس از مرگش، لی همچنان تأثیر عمیقی بر ورزش‌های رزمی مدرن، از جمله جودو، کاراته، هنرهای رزمی ترکیبی و بوکس، داشته است. همچنین، نفوذ او در فرهنگ عامه مدرن، از جمله سینما، تلویزیون، کمیک‌ها، پویانمایی و بازی‌های ویدئویی، ادامه دارد. مجله تایم او را یکی از ۱۰۰ شخصیت برجسته قرن بیستم معرفی کرده است.

## اوایل زندگی

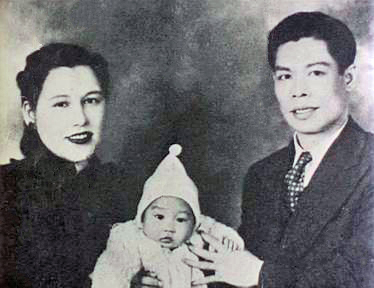
بروس لی در کودکی به همراه والدینش، گریس هو و لی هوئی-چوئن

نام اصلی بروس لی، لی جن-فان بود. پدرش، لی هوئی-چوئن، یک خواننده اپرای کانتونی ساکن هنگ کنگ بود. مادرش، گریس هو، در شانگهای متولد شد و از تبار اوراسیایی بود. در دسامبر ۱۹۳۹، والدین او برای یک تور بین‌المللی اپرا به کالیفرنیا سفر کردند و در محله چینی‌های سان فرانسیسکو اقامت داشتند. او در ۲۷ نوامبر ۱۹۴۰ در آنجا متولد شد و به دلیل قوانین اصل خاک ایالات متحده، توانست شهروندی آمریکایی دریافت کند. در آوریل ۱۹۴۱، زمانی که لی تنها چهار ماه داشت، خانواده‌اش به هنگ کنگ بازگشتند. مدتی بعد، خانواده لی با سختی‌های غیرمنتظره‌ای روبه‌رو شد؛ زیرا ژاپن در جریان جنگ جهانی دوم، در دسامبر ۱۹۴۱ به هنگ کنگ حمله کرد و این شهر را به مدت چهار سال تحت اشغال خود درآورد.
پدربزرگ مادری لی کانتونی بود، مادربزرگ مادری‌اش انگلیسی بود و عموی مادری او، رابرت هوتونگ، یک تاجر هنگ کنگی با اصالت هلندی-یهودی و کانتونی بود.

## فعالیت و تحصیل

### ۱۹۴۰–۱۹۵۸: نقش‌های اولیه، تحصیل در مدرسه و آغاز هنرهای رزمی
پدر لی، لی هوی چوان، یک ستاره اپرای کانتونی بود. به همین دلیل، لی از سنین بسیار پایین با دنیای سینما آشنا شد و در چندین فیلم به عنوان بازیگر کودک ظاهر شد. اولین نقش او در فیلم دختر دروازه طلایی بود، جایی که به‌عنوان یک نوزاد، او را روی صحنه بردند. او نام هنری چینی خود را 李小龍 (به معنای «لی، اژدهای کوچک») انتخاب کرد، زیرا بر اساس گاه‌شماری جانوری، هم در سال و هم در ساعت اژدها زاده شده بود.
در سال ۱۹۵۰، در ۹ سالگی، لی در فیلم بچه که بر اساس شخصیت کمیک «کید چونگ» ساخته شده بود، در کنار پدرش نقش‌آفرینی کرد. این نخستین نقش اصلی او بود. تا سن ۱۸ سالگی، او در ۲۰ فیلم بازی کرده بود. لی پس از تحصیل در مدرسه تاک سان (德信學校؛ واقع در چند بلوک دورتر از خانه‌اش در شماره ۲۱۸ جاده ناتان، کاولون)، در ۱۲ سالگی وارد بخش ابتدایی کالج کاتولیک لا سال شد.

لی و ییپ من در سال ۱۹۵۸

در سال ۱۹۵۶، به دلیل عملکرد ضعیف تحصیلی (و احتمالاً رفتار نامناسب)، او به کالج سنت فرانسیس خاویر منتقل شد. در آنجا، برادر ادوارد موس، معلمی با اصالت باواریایی و مربی تیم بوکس مدرسه، به او آموزش داد و راهنمایش شد. پس از آنکه لی در چندین مبارزه خیابانی درگیر شد، والدینش تصمیم گرفتند که او باید آموزش هنرهای رزمی ببیند.
در سال ۱۹۵۳، یکی از دوستانش، ویلیام چونگ، او را به ییپ من معرفی کرد. با این حال، به دلیل پیشینه اروپایی مادرش، ابتدا از آموزش کونگ‌فو وینگ‌چون تحت نظر ییپ من محروم شد، زیرا در آن زمان، طبق یک قانون قدیمی در دنیای هنرهای رزمی چینی، آموزش به افراد غیرچینی ممنوع بود. اما چونگ برای او وساطت کرد و سرانجام لی پذیرفته شد و آموزش وینگ‌چون را نزد ییپ من آغاز کرد. ییپ تلاش می‌کرد تا شاگردانش را از درگیری‌های خیابانی هنگ کنگ دور نگه دارد و آنها را تشویق می‌کرد که در مسابقات رسمی شرکت کنند.
پس از حدود یک سال تمرین با ییپ من، بیشتر شاگردان دیگر از تمرین با لی امتناع کردند. آنها از تبار مختلط او آگاه شده بودند، و از آنجا که چینی‌ها به‌طور کلی مخالف آموزش تکنیک‌های رزمی خود به غیرآسیایی‌ها بودند، او را طرد کردند. با این حال، هاوکینز چونگ، یکی از هم‌تمرین‌های لی، بیان می‌کند که «احتمالاً کمتر از شش نفر در کل شاخه وینگ‌چون، به‌طور شخصی یا حتی جزئی، توسط ییپ من آموزش دیده بودند.» با وجود این، لی علاقه زیادی به وینگ‌چون نشان داد و به تمرین خصوصی با ییپ من، ویلیام چونگ، و وانگ شون لیانگ ادامه داد.
در سال ۱۹۵۸، لی قهرمان مسابقات بوکس مدارس هنگ‌کنگ شد و در فینال، قهرمان قبلی، گری المز، را ناک‌اوت کرد. در همان سال، او به‌عنوان یک رقاص چا-چا نیز موفقیت کسب کرد و برنده مسابقات قهرمانی کراون کالونی چا-چا در هنگ کنگ شد.

### ۱۹۵۹–۱۹۶۴: مطالعات مداوم و پیشرفت در هنرهای رزمی
در اواخر نوجوانی، درگیری‌های خیابانی لی بیشتر شد و حتی یک‌بار پسر یکی از خانواده‌های ترسناک تثلیث چینی را شکست داد. در سال ۱۹۵۸، پس از آنکه شاگردان یک مدرسه رقیب از سبک چوی لی فوت مدرسه وینگ‌چون لی را به مبارزه طلبیدند، او در یک مبارزه روی پشت‌بام شرکت کرد. در این درگیری، پس از دریافت یک ضربه ناجوانمردانه از طرف مقابل، او آن پسر را به شدت کتک زد و یکی از دندان‌هایش را شکست. این اتفاق باعث شد که والدین آن پسر از لی به پلیس شکایت کنند.
مادر لی مجبور شد به اداره پلیس برود و سندی امضا کند که مسئولیت کامل اعمال پسرش را بر عهده می‌گیرد تا او را آزاد کنند. او این موضوع را با همسرش در میان نگذاشت اما پیشنهاد کرد که پسرشان به ایالات متحده برگردد و در ۱۸ سالگی تابعیت آمریکایی خود را دریافت کند. پدر لی نیز با این تصمیم موافقت کرد، زیرا آینده تحصیلی او در هنگ کنگ چندان امیدوارکننده به نظر نمی‌رسید.
کارآگاه پلیس نزد پدر لی آمد و گفت: «ببخشید آقای لی، پسرتان در مدرسه خیلی دعوا می‌کند. اگر فقط یک بار دیگر درگیر شود، ممکن است مجبور شوم او را به زندان بیندازم».— رابرت لی
در آوریل ۱۹۵۹، والدین لی تصمیم گرفتند او را به ایالات متحده بفرستند تا نزد خواهر بزرگ‌ترش، اگنس لی (李秋鳳)، که در سان فرانسیسکو همراه با دوستان خانوادگی زندگی می‌کرد، بماند. چند ماه بعد، او در همان سال به سیاتل نقل مکان کرد تا تحصیلات دبیرستانی خود را ادامه دهد. در این مدت، او به‌عنوان پیش‌خدمت در رستوران روبی چاو کار می‌کرد. همسر چاو از همکاران و دوستان پدر لی بود. برادر بزرگ‌ترش، پیتر لی (李忠琛)، نیز برای مدتی کوتاه به سیاتل آمد، اما بعداً به مینه‌سوتا رفت تا در دانشگاه تحصیل کند.
در همان سال، لی شروع به آموزش هنرهای رزمی کرد. او سبک خود را جن فان گونگ‌فو (به معنای تحت‌الفظی «کونگ‌فوی بروس لی») نامید که رویکرد شخصی‌اش به وینگ‌چون بود. اولین شاگردان او دوستانی بودند که در سیاتل ملاقات کرده بود، از جمله جسی گلاور، که در جودو مهارت داشت و بعدها برخی از تکنیک‌های اولیه لی را آموزش داد. تاکی کیمورا اولین دستیار رسمی لی شد و پس از مرگ او، به تدریس هنر و فلسفه‌اش ادامه داد. لی نخستین مدرسه هنرهای رزمی خود را با نام مؤسسه جن فان گونگ‌فو در سیاتل افتتاح کرد.
او تحصیلات دبیرستانی خود را در مدرسه فنی ادیسون در منطقه کپیتول هیل در سیاتل به پایان رساند و دیپلم گرفت.
در مارس ۱۹۶۱، لی در دانشگاه واشینگتن ثبت‌نام کرد و در رشته‌های هنرهای نمایشی، فلسفه، روان‌شناسی و چندین موضوع دیگر تحصیل کرد. برخلاف ادعای خودش و بسیاری از دیگران، طبق مقاله‌ای که در سال ۱۹۹۹ در نشریه فارغ‌التحصیلان دانشگاه منتشر شد، رشته رسمی او نه فلسفه، بلکه درام بود.
اوایل سال ۱۹۶۴، لی دانشگاه را رها کرد و به اوکلند نقل مکان کرد تا با جیمز ییم لی زندگی کند. جیمز لی، که بیست سال از لی بزرگ‌تر بود، یکی از رزمی‌کاران معروف چینی در آن منطقه محسوب می‌شد. آنها با همکاری یکدیگر، دومین استودیوی جن فان گونگ‌فو را در اوکلند تأسیس کردند. جیمز لی همچنین لی را با اد پارکر، رزمی‌کار آمریکایی، آشنا کرد. به دعوت پارکر، لی در مسابقات بین‌المللی کاراته لانگ بیچ ۱۹۶۴ شرکت کرد و حرکاتی از جمله شنا رفتن روی دو انگشت (با استفاده از شست و انگشت اشاره یک دست) را اجرا کرد، در حالی که پاهایش تقریباً به اندازه عرض شانه باز بودند.
در همان رویداد لانگ بیچ، لی همچنین ضربه معروف «مشت یک اینچی» را اجرا کرد. او در حالی که پای راستش را جلو گذاشته و زانوهایش کمی خم بود، مقابل یک داوطلب ایستاد. دست راستش اندکی کشیده شده بود و مشت او تقریباً یک اینچ (۲٫۵ سانتی‌متر) از سینه حریف فاصله داشت. بدون عقب کشیدن بازویش، او مشت را با قدرت به سینه باب بیکر وارد کرد، در حالی که تقریباً همان وضعیت بدن خود را حفظ می‌کرد. این ضربه باعث شد بیکر به عقب پرتاب شود و روی صندلی‌ای که برای جلوگیری از آسیب پشت سرش قرار داده شده بود، بیفتد، اما شدت ضربه باعث شد او به زمین سقوط کند. بیکر بعدها گفت: «به بروس گفتم که دیگر این نوع نمایش‌ها را اجرا نکند. وقتی آخرین بار به من مشت زد، درد قفسه سینه‌ام آن‌قدر شدید بود که مجبور شدم چند روز از کار مرخصی بگیرم». در همین مسابقات لانگ بیچ، لی برای اولین بار با استاد تکواندو، جونگو ری آشنا شد. آنها دوستی نزدیکی برقرار کردند–که برای هر دو از نظر رزمی مفید بود. ری، لی را با جزئیات ضربه ساید کیک آموزش داد، و در مقابل، لی به او مشت بدون علامت را آموخت.
در سال ۱۹۶۴، در محله چینی‌های اوکلند، لی درگیر یک مبارزه خصوصی بحث‌برانگیز با وانگ جک-من شد. او شاگرد مستقیم ما کین فونگ بود و به دلیل تسلطش بر شینگ‌یی‌چوان، شائولین شمالی و تای‌ چی شهرت داشت. به گفته لی، جامعه چینی‌ها به او اولتیماتوم داده بود که آموزش هنرهای رزمی به غیرچینی‌ها را متوقف کند. اما وقتی او از پذیرش این خواسته سر باز زد، وانگ او را به مبارزه طلبید. طبق توافق، اگر لی شکست می‌خورد، باید مدرسه‌اش را تعطیل می‌کرد، اما در صورت پیروزی، می‌توانست به آموزش سفیدپوستان و سایر افراد ادامه دهد. وانگ این روایت را رد کرد و گفت که این مبارزه به این دلیل رخ داد که لی در یکی از نمایش‌هایش در یک سالن تئاتر در محله چینی‌ها ادعا کرده بود که می‌تواند هر کسی را در سان فرانسیسکو شکست دهد. وانگ همچنین تأکید کرد که هیچ تعصبی نسبت به سفیدپوستان یا افراد غیرچینی نداشته است. لی در این باره اظهار داشت: «آن برگه پر از اسامی سی‌فوهای محله چینی‌ها بود، اما آنها من را نمی‌ترسانند». از جمله افرادی که شاهد این مبارزه بودند می‌توان به کدول، جیمز لی (همکار بروس لی، بدون نسبت خانوادگی) و ویلیام چن، یک معلم تای‌چی، اشاره کرد.
وانگ و ویلیام چن اظهار داشتند که این مبارزه به‌طور غیرمعمولی طولانی شد و بین ۲۰–۲۵ دقیقه ادامه داشت. وانگ ادعا کرد که ابتدا انتظار یک مبارزه جدی اما محترمانه را داشت، اما لی به‌شدت و با قصد کشتن به او حمله کرد. به گفته وانگ، هنگامی که او برای شروع مبارزه دست خود را به‌صورت سنتی دراز کرد، لی ظاهراً این حرکت را پذیرفت، اما ناگهان دست خود را مانند یک نیزه به سمت چشمان وانگ نشانه گرفت. وانگ ادعا کرد که به دلیل قوانین موجود، از وارد کردن ضربات مرگبار به لی خودداری کرد، زیرا ممکن بود برایش مجازات زندان به دنبال داشته باشد. بااین‌حال، او برای دفاع از خود از محافظ‌های غیرقانونی که زیر آستین‌هایش پنهان کرده بود، استفاده کرد. بر اساس کتاب سخت‌ترین مبارزه بروس لی نوشته مایکل دورگان (۱۹۸۰)، این مبارزه نه با ضربه‌ای قاطع، بلکه به دلیل خستگی شدید لی پایان یافت.
بااین‌حال، بروس لی، لیندا لی کدول و جیمز ییم لی روایت متفاوتی دارند. آنها ادعا کردند که این مبارزه تنها سه دقیقه طول کشید و لی به‌طور قاطع پیروز شد. طبق گفته کدول، «مبارزه آغاز شد، یک نبرد بدون هیچ محدودیتی بود و تنها سه دقیقه طول کشید. بروس حریفش را به زمین انداخت و گفت: 'تسلیم می‌شوی؟' و طرف مقابل پاسخ داد که تسلیم است». چند هفته پس از این مبارزه، لی در مصاحبه‌ای ادعا کرد که یک حریف بی‌نام را شکست داده است، که به گفته وانگ، این اشاره آشکاری به او بوده است.
در پاسخ، وانگ روایت خود از مبارزه را در اقیانوس آرام هفتگی، یک روزنامه چینی‌زبان در سان فرانسیسکو، منتشر کرد و در آن از لی دعوت کرد که اگر از این روایت راضی نیست، در یک مسابقه عمومی دوباره با او مبارزه کند. بااین‌حال، لی که به داشتن واکنش‌های شدید نسبت به هرگونه تحریک معروف بود، به این دعوت پاسخی نداد. پس از این، هیچ‌یک از طرفین بیانیه عمومی دیگری منتشر نکردند، هرچند لی همچنان به آموزش هنرهای رزمی به سفیدپوستان ادامه داد. او در آن زمان از فکر کردن به حرفه سینمایی دست کشیده و تمرکز خود را بر هنرهای رزمی گذاشته بود. بااین‌حال، یک نمایشگاه هنرهای رزمی در لانگ بیچ در سال ۱۹۶۴ منجر به دعوت او توسط ویلیام دوزیر، تهیه‌کننده تلویزیونی، برای شرکت در تست بازیگری برای نقش لی چان در مجموعه آزمایشی «پسر شماره یک» شد. این مجموعه در نهایت ساخته نشد، اما دوزیر استعداد لی را تشخیص داد و به او علاقه‌مند شد.

## ورود به ایالات متحدهٔ آمریکا

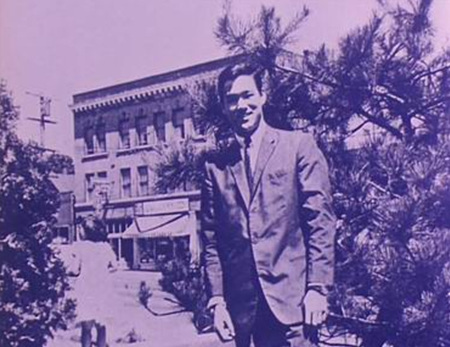
بروس لی در سال ۱۹۵۹ میلادی در ایالات متحدهٔ آمریکا

بروس لی در سن ۱۸ سالگی به منظور فرار از تبهکاران و تنها با ۱۰۰ دلار با کشتی وارد ایالات متحده آمریکا شده و با کمک رئیس رستورانی که در آن کار می‌کرد در مدرسهٔ فنی ادیسون ثبت نام کرد. سپس با پیشنهاد مشاور خود به تحصیل در رشتهٔ فلسفه مشغول گردید.

بروس لی در ابتدای ورودش به آمریکا و برای تأمین هزینهٔ تحصیلش ناگزیر در رستوران کار می‌کرد اما چون آشپز آن رستوران با او مخالف بود مجبور شد از آن‌جا خارج شود و به کار پخش روزنامه در سطح شهر پرداخت و شب‌ها نیز مشغول درس خواندن بود تا بتواند در دانشگاه واشینگتن قبول شود.

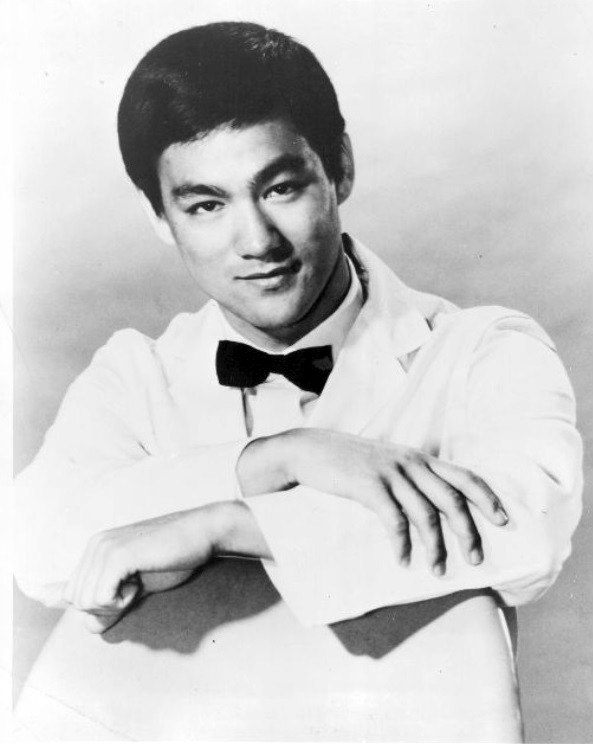
پرتره بروس لی، ‏اوت ۱۹۶۷‏

بروس لی آموزش هنرهای رزمی در آمریکا را از سال ۱۹۶۰ شروع کرد. در آغاز کار او وینگ‌چون آموزش می‌داد. هنری که بر پایه برداشت‌ها و آموخته‌هایش در هنگ کنگ بود. جان فان کونگ فو (که معنای لغوی آن کونگ فوی بروس لی است) در واقع نامی بود که بروس لی بر روی هنر رزمی خودش گذاشته بود، که اساساً روش تعدیل یافته او در وینگ چون بود. نخستین شاگرد بروس یک جودو کار به نام «جس گلاور» بود که بعدها دستیار او شد. پیش از نقل مکان به کالیفرنیا، لی اولین مدرسهَ هنرهای رزمی اش را در سیاتل با نام «مؤسسهٔ جان فان کونگ فوی لی» افتتاح کرد. لی همچنین روش لگد زنی اش، که شامل لگد مستقیم یونگ چون و لگد قدرتی کونگ فوی شائولین شمالی می‌شد را ارتقاء بخشید.
اما پس از مدتی با مخالفت چینی‌های مقیم آمریکا مواجه گشت و آن‌ها از وی خواستند دست از آموزش به خارجی‌ها بردارد؛ اما بروس لی در تصمیمش مصمم بود و آن‌ها برای تعطیل کردن باشگاه وی مبارزی ماهر به نام «وانگ جک مان» را به منظور مبارزه با بروس لی فرستادند که در این مبارزه وانگ به سختی شکست خورد.

## اجرای چند حرکت نمایشی و مقدمه‌ای بر مطرح شدن بروس لی در ایالات متحده
بروس لی بعد از آموزش تصمیم به شرکت در مسابقات کاراته و نشان دادن توانایی‌های خود در هنرهای رزمی گرفت. بدین منظور در سال ۱۹۶۴ در سالن ورزشی لانگ بیچ با اجرای چند حرکت نمایشی با سرعت و قدرتی خیره‌کننده نامش بر سر زبان‌ها افتاد.

## ورود به سینما
بعد از نمایش لانگ بیچ یک کارگردان که اتفاقاً در سالن حضور داشت به ملاقات بروس لی رفت و از وی خواست در سریال «زنبور سبز» به ایفای نقش بپردازد و بروس هم پذیرفت و این مقدمه‌ای شد برای ورود بروس لی به سینما. (البته بروس لی در کودکی نیز در چند فیلم ایفای نقش کرده بود چون پدر او بازیگری هنگ کنگی بود او در ۶ ماهگی گریم شد و نقش شاهزاده را بازی کرد و در ۶ سالگی نقش کودک دزدی را و در ۱۱ سالگی فیلم غازهای وحشی را بازی کرد)

## ابداع سبک جیت کان دو

مشت یک اینچی بروس لی یکی از توانایی‌های وی بود که در حضور مخاطبان اجرا شد.

بروس لی از ۱۳ سالگی، شاگرد ییپ من استاد وینگ چون کونگ فو شد. پس از ورود به آمریکا آموزش هنر رزمی خود با نام جان فن کونگ‌فو را آغاز کرد. او هرچند در وینگ چون آموزش دیده بود اما به پیروی از یک سبک اعتقاد نداشت و معتقد به استفاده از بهترین تکنیک‌ها از سبک‌های مختلف رزمی بود. از آن جایی که به مطالعهٔ فراوان در خصوص انواع سبک‌های رزمی می‌پرداخت ازآن رو با تمامی سبک‌های مبارزهٔ غربی و شرقی آشنایی کامل داشت. «اگر انسانی با چهار دست و چهار پا به دنیا آمد می‌توان گفت که ضربات به شکل پیچیده‌ای قابل تولید است، لذا تا زمانی که این‌گونه نشده فنون کاربردی و اساسی به همین شکل خواهد بود» و بروس این هنر رزمی را با نام «جیت کان دو» و بدون پیشوند و پسوند نام‌گذاری کرد.
به دلیل عدم دسترسی به سیفو «ییپ من» که در هنگ کنگ زندگی می‌کرد، بروس لی نمی‌توانست وینگ چون را ادامه دهد، هنر اصیلی که حالا تنها در اختیار استادش بود، اما بروس هنوز مشتاقانه به دنبال یادگیری وینگ چون بود تا جایی که او حتی پس از بازگشت به هنگ کنگ به استاد ییپ من پیشنهاد خرید یک آپارتمان شخصی داد … در مصاحبه استاد بزرگ وینگ چون «لو مان کام» که یکی از همرزمان بروس لی در کلاس استاد ییپ من بوده، می‌خوانیم:
شما این شانس را داشتید که در کنار بروس لی باشید، چه ارتباطی با او برقرار کرده بودید؟

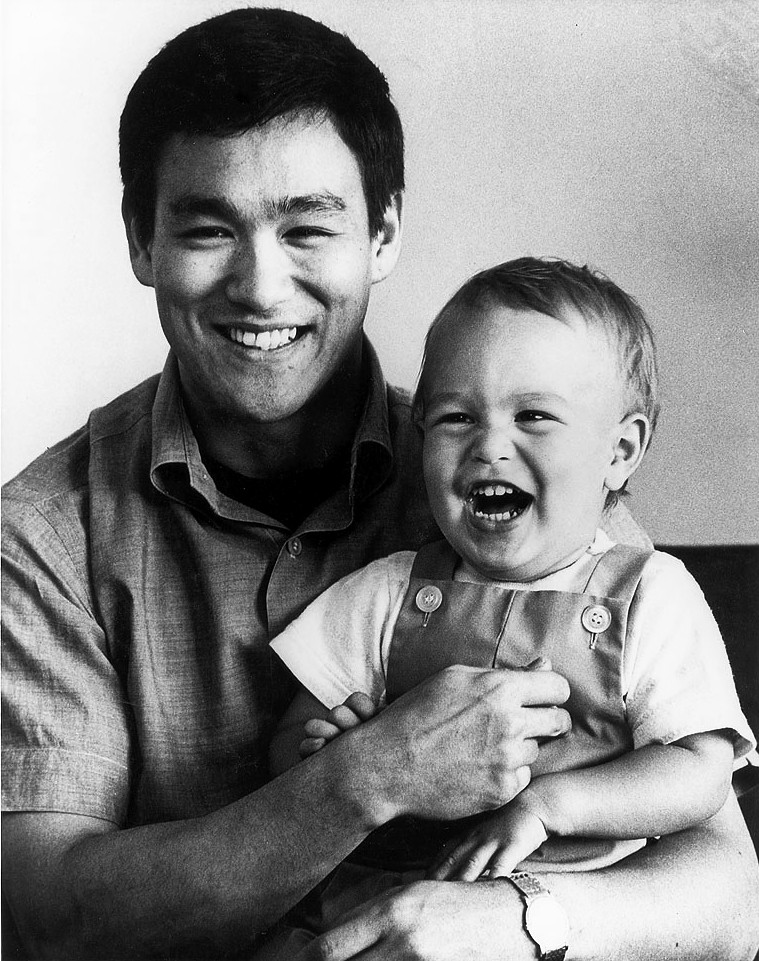
بروس لی و پسرش برندون لی، حوالی ۱۹۶۶

- اغلب با هم تمرین می‌کردیم، به ویژه در چی سائو. بروس لی از من جوان تر بود. وقتی هنگ کنگ را ترک کرد، کار آموزی خود را نزد ییپ من به پایان نرسانده بود. یک روز که دیگر معروف شده بود به هنگ کنگ برگشت و از ییپ من خواست تا کار آموزی اش را به پایان برساند، اما چون خیلی مشغول بود نمی‌توانست در هنگ کنگ بماند.
بروس لی از ییپ من خواست به او نشان دهد که چگونه می‌تواند با آدمک چوبی تمرین کند، زیرا او می‌خواست در فیلم‌هایش از آدمک چوبی استفاده کند. در عوض او پیشنهاد یک آپارتمان را به ییپ من -که آدم پولداری نبود- داد. اما ییپ من پیشنهاد او را رد کرد و گفت: 
اگر می‌خواهی کونگ فوی مرا یاد بگیری به کلاسم بیا (منبع مجله رزم‌آور شماره ۱۳۵)
{البته بعدها بروس لی ضعف‌هایی از این سبک اصیل پیدا کرد. پی بردن به این ضعف‌ها و اصلاح آن‌ها مقدمه‌ای شد بر ابداع سبک مخصوص خودش: جیت کان دو}
ایده‌های جیت کان دو در سال ۱۹۶۵ در ذهن بروس لی متولد شد. مبارزه با وان جک مان تأثیر بسزایی بر فلسفه مبارزه بروس لی گذاشت. با آن که بروس حریفش را به طرز فجیعی شکست داد، اما معتقد بود که آن مبارزه بیشتر از حد معمول طول کشیده و او نتوانسته‌است آنطور که انتظار دارد از تکنیک‌های وینگ چون استفاده کند، به‌علاوه او دیگر نمی‌توانست به یادگیری و تکمیل هنر رزمی وینگ چون بپردازد چون فرسخ‌ها از استادش دور بود.
او به سیستمی احتیاج داشت تا به شکوفایی هرچه بیشتر داشته‌هایش بپردازد. به همین خاطر با تأکید بر «کاربردی بودن، انعطاف‌پذیری، سرعت و کارآمدی» به توسعهٔ سیستم جدیدی پرداخت. او شروع به استفاده از روش‌های آموزشی متفاوتی کرد: بدنسازی برای افزایش قدرت، دویدن برای افزایش استقامت، تمرینات کششی برای انعطاف‌پذیری و بسیاری از روش‌های دیگر که او دائماً در حال منطبق کردن با سیستمش بود.
لی بر آنچه که «روش بی روشی» می‌نامیدش بسیار تأکید داشت. ایده‌ای که بیانگر رهایی از روش‌های فرمالیته -همان سبک‌های سنتی- بود. بروس لی احساس می‌کرد سیستمی که او «جان فان کونگ فو» نامیده‌است، محدودکننده‌است و به همین خاطر آن را به آنچه که با نام جیت کان دو توصیفش کرد، تغییر شکل داد. نامی که بعدها از مطرح کردن آن اظهار پشیمانی کرد چون از نام جیت کان دو نیز ویژگی‌های خاصی برداشت می‌شد که هر سبکی به نوبه خود
ادعا می‌کرد، درحالیکه ایدهٔ هنر رزمی او خروج از هر گونه عوامل محدودکننده بود.

## بازگشت به هنگ کنگ و تصمیم در ایفای نقش در چند فیلم

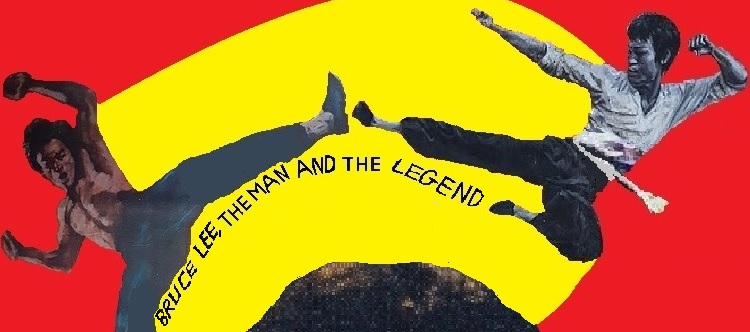
پوستر مستند بروس لی مرد افسانه‌ای

بروس لی بعد از بازی در چند سریال و فیلم سینمایی مانند سریال زنبور سبز، فیلم سینمایی مارلو، مجموعه تلویزیونی لانگ استریت و… در آمریکا تصمیم گرفت به هنگ گنگ بازگردد و برای هم میهنانش نیز چند فیلم بازی کند که بلافاصله با استقبال شرکت‌های فیلم‌سازی روبه رو شد اول فیلم راهب کوهتانگ و توسط استودیو گلدن هاروست و کارگردانی «لو وی» کارگردان معروف چینی به ایفای نقش در فیلم‌های رئیس بزرگ و ضربه نهایی پرداخت که این فیلم‌ها رکورد فروش تمامی فیلم‌های هنگ کنگی را شکست.
بعد از این فیلم‌ها همه به این نتیجه رسیدند که بدون شک بروس لی برترین رزمی کار دنیاست. سپس بروس لی خود تصمیم گرفت فیلم بسازد بدین منظور در سال ۱۹۷۲ شرکت فیلمسازی خود به نام «شرکت فیلمسازی کنکورد» را دایر کرد و خود کارگردانی فیلم «راه اژدها» یا «بازگشت اژدها» را به عهده گرفت. این فیلم در هنگ کنگ مجدداً رکورد فروش فیلم‌های قبلی بروس را شکست.
در این دوران بروس لی با موج پیشنهادهای شرکت‌های فیلم‌سازی مواجه گشت و وی در چهارمین فیلم معروف خود «بازی مرگ» به ایفای نقش پرداخت. در این فیلم توسط دشمنانش زخمی گشت اما به دلیل فوت ناگهانی بروس لی فیلم ناتمام باقی‌ماند.

## مطرح شدن در سراسر جهان و ایفای نقش در هالیوود

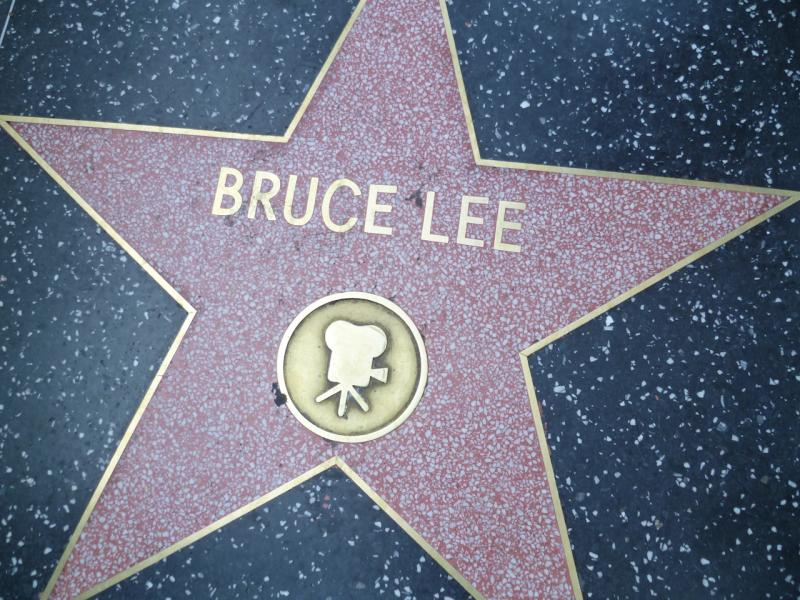
ستاره بروسلی یکی از ستاره‌های پیاده‌رو شهرت هالیوود

بعد از موفقیت بروس لی در هنگ کنگ هالیوود به سراغ بروس لی آمد و کمپانی برادران وارنر از وی در خواست کرد که در فیلم «اژدها وارد می‌شود» به ایفای نقش بپردازد به همین دلیل بروس لی «بازی مرگ» را رها کرده و در «اژدها وارد می‌شود» که اولین فیلم جهانی وی به‌شمار می‌رفت به ایفای نقش پرداخت.

## مرگ

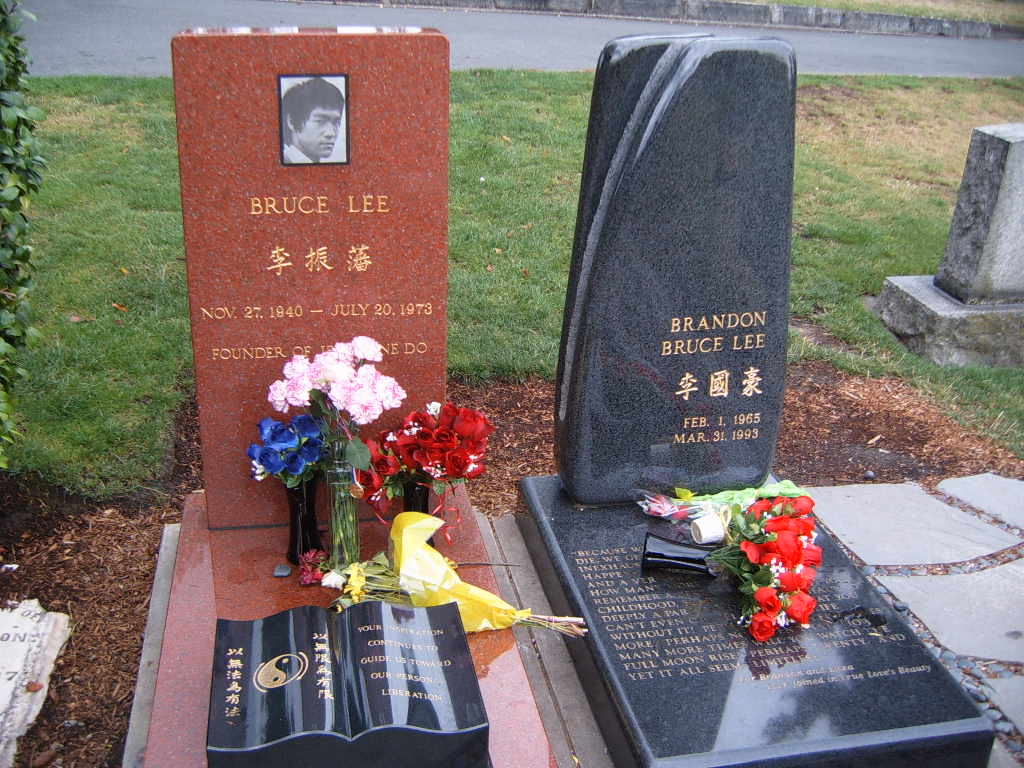
آرامگاه بروس لی در کنار پسرش براندون لی

در سال ۱۹۷۰ بروس لی به دلیل تمرینات سنگین به بیماری فتق دیسک بین‌مهره‌ای دچار می‌شود. پزشک او را از ادامهٔ ورزش منع کرده بود اما او با تزریق موضعی کورتیزون درد ناشی از این بیماری را کنترل می‌کرد.
بروس دو ماه قبل از مرگ و در هنگام انجام کار دوبله برخی دیالوگ‌های فیلم اژدها وارد می‌شود در استودیو گلدن هاروست واقع در هنگ کنگ دچار سردرد و سپس تشنج می‌شود که سریعاً به بیمارستان باپتیست هنگ کنگ منتقل شده و پزشکان مشکل او را تجمع بیش از حد آب در فضای داخل سلولی یا خارج سلولی در مغز (اِدِمِ مغزی) تشخیص می‌دهند. در روز مرگ بروس لی نیز همین علائم مجدد بر او تکرار می‌شود.
بروس با تهیه‌کننده فیلم ریموندجو در ساعت ۲ بعدازظهر روز ۲۰ ژوئیه ۱۹۷۳ قرار داشت.
آن دو در مورد ساخت فیلم بازی مرگ با یکدیگر مشورت کردند و تا ساعت ۴ بعدازظهر با هم صحبت کردند و بعد به خانه بتی تینگچی بازیگر تایوانی الاصل که نقش اصلی زن فیلم بازی مرگ را داشت رفتند. بعد از ساعتی چو آنجا را ترک می‌کند و بروس و بتی با هم شام می‌خورند.

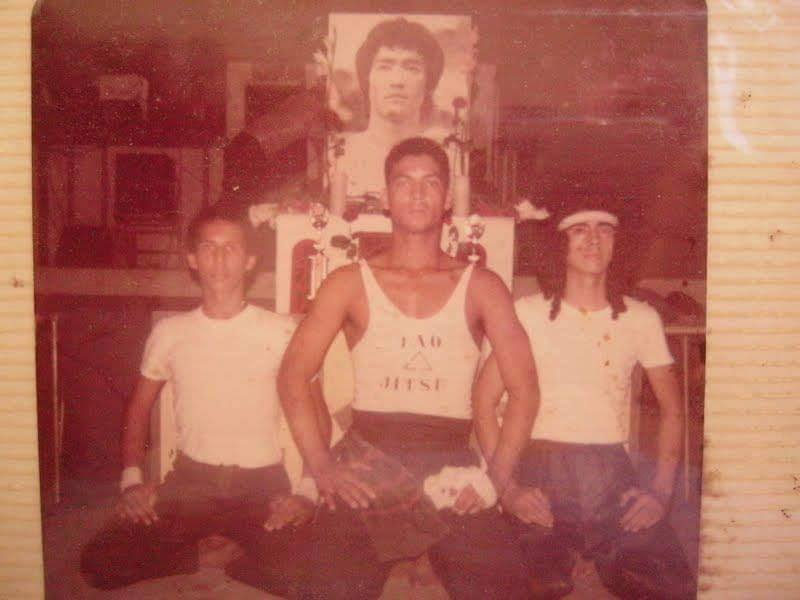
برخی از طرفداران بروسلی درکنار آرامگاه وی در دهه ۱۹۷۰ (میلادی)

در آنجا بروس احساس سردرد می‌کند و بتی یک قرص Eguagesic (آسپرین قوی) به او می‌دهد. حدود ساعت ۷ شب بروس به خواب می‌رود. چو به خانه بتی تلفن می‌زند تا با بروس حرف بزند اما بتی می‌گوید بروس به خواب عمیقی رفته و نمی‌تواند او را بیدار کند. بلافاصله او را به بیمارستان می‌رسانند. پزشکان به معاینه دقیق می‌پردازند. او به کما رفته بود بعد از مدت کوتاهی نیز حتی نفس هم نمی‌کشید. پزشکان متوجه شدند که مغزش تورم دارد. وزن مغز او از ۱۴۰۰ به ۱۵۷۵ گرم رسیده بود.

هیچ‌یک از رگ‌های خونی بسته یا پاره نشده بود. تمام اعضا و جوارح بدن مورد معاینه قرار گرفته و کالبد شکافی شد. در معده‌اش همان قرص آسپرین قوی بود که بتی به او داده بود. علاوه بر این چند دانه شاهدانه در معده‌اش یافت شد که مشخص نشد این شاهدانه‌ها را از دست چه کسی خورده‌است. عده‌ای از پزشکان معتقد بودند که شاهدانه‌ها به زهر آغشته شده بود و همین امر سبب مرگ وی شده‌است. اما پزشک اصلی او معتقد بود که به دلیل خوردن آسپرین قوی، دچار تورم مغزی شده‌است.

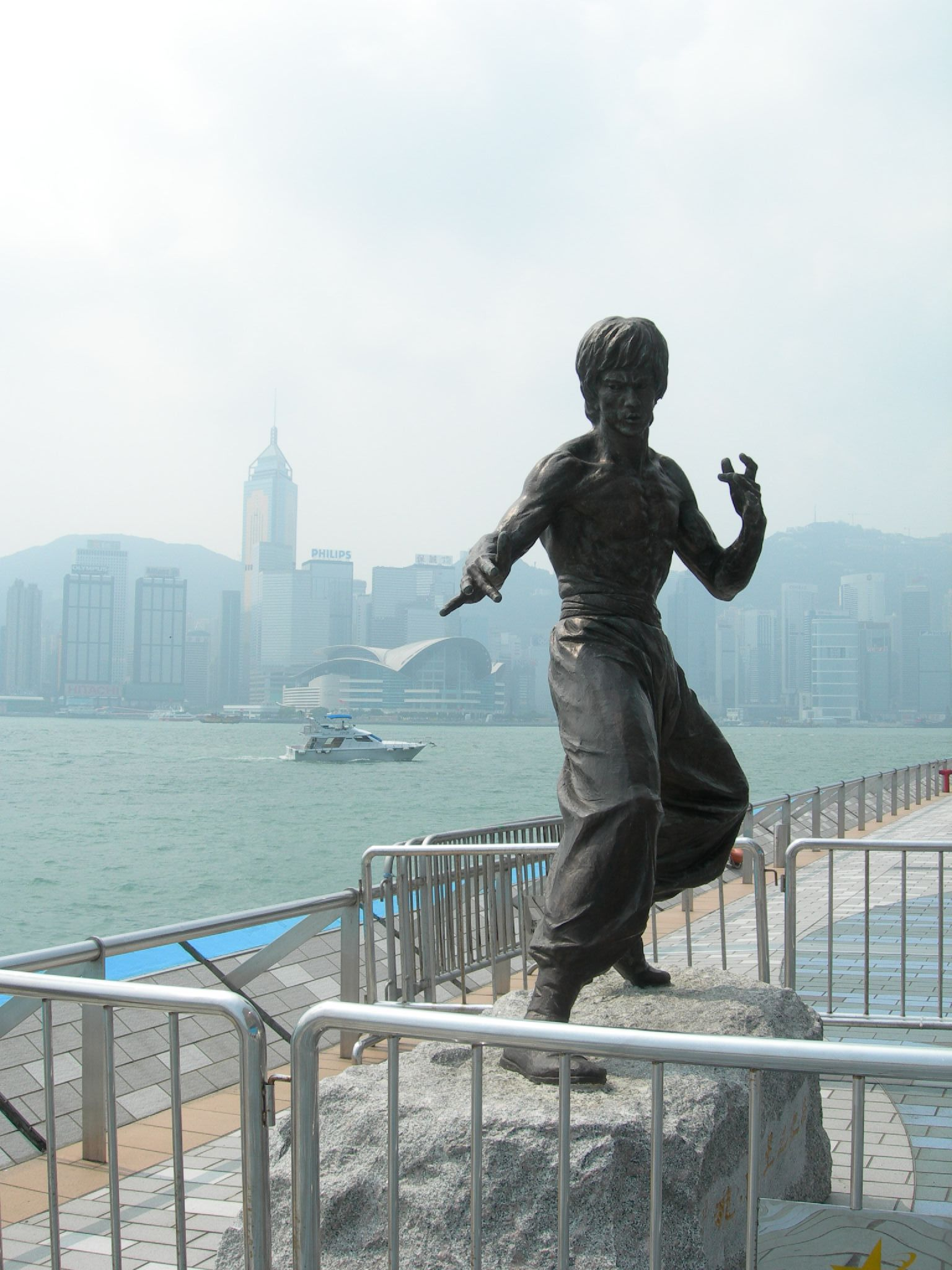
مجسمه بروس لی در هنگ کنگ

همسرش لیندا می‌گفت: او هیچ‌گاه دوست نداشت عمر طولانی داشته باشد. زیرا او نمی‌توانست تحمل کند که قدرت بدنیش با کهولت سن روز به روز تحلیل رود. بروس لی می‌گفت اگر من باید فردا بمیرم هیچ شکایتی ندارم. من به آرزوهایم دست یافته‌ام و در دنیا آنچه را که می‌خواستم انجام داده‌ام. از زندگی انتظار بیشتری ندارم.
آرامگاه او در سیاتل آمریکا در خیابان گارفیلد می‌باشد. در هنگام مرگ بروس لی، پسرش برندان لی ۸ سال داشت که ۲۰ سال بعد از مرگ پدرش یعنی در سن ۲۸ سالگی او به طرز مشکوکی درگذشت؛ آرامگاه او نیز در کنار مقبره پدرش است.

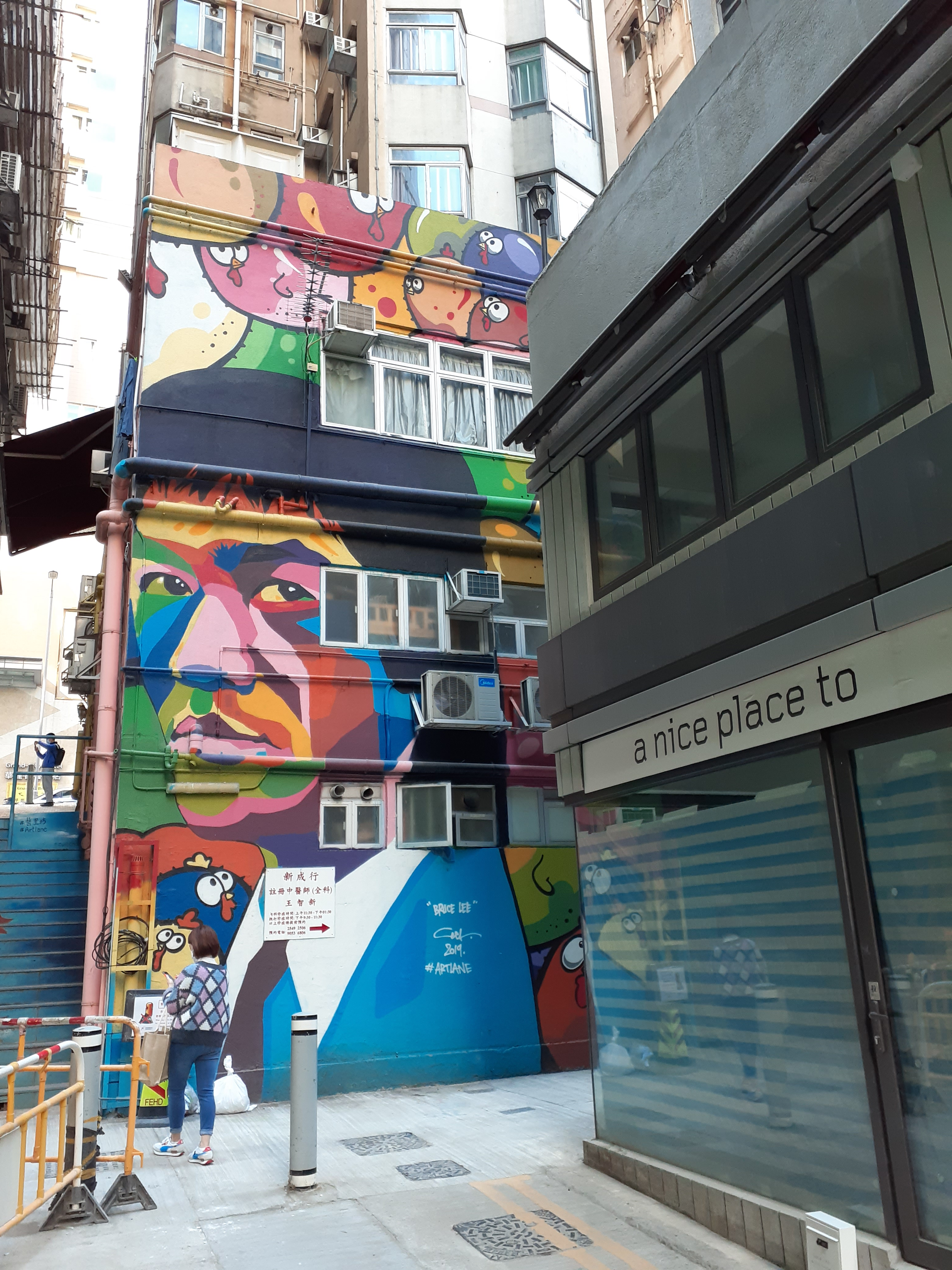
یک گرافیتی از پرتره بروس لی در هنگ کنگ چین

در سال ۲۰۱۷ در مستند «اتوپسی، پاتولوژیست قانونی» محصول شبکه رلز، دکتر مایکل هانتر با بررسی دقیق تر مدارک کالبد شکافی بروس لی این تئوری را مطرح می‌کند که بروس لی به دلیل عوارض مصرف بیش از حد کورتیزون به جهت تسکین درد ناشی از بیماری فتق دیسک بین‌مهره‌ای که به مدت سه سال آن را خودسرانه تزریق می‌کرد درگذشته‌است. در این مستند نقل قولی از یکی از فیلمبرداران فیلم اژدها وارد می‌شود آورده می‌شود که در هنگام ضبط فیلم گاهی رنگ چهره بروس لی از حالت طبیعی به رنگ قرمز تیره درمی‌آمده که باعث نگرانی اعضا گروه می‌شده‌است. مدارکی نیز آورده می‌شود که بروس لی برای کاهش استرس کاری از ماری‌جوآنا استفاده می‌کرده‌است.
در سال ۲۰۲۲، مجله رسمی انجمن کلیه اروپا-انجمن دیالیز و پیوند اروپا به نام مجله کلینیکال کلیه؛ یک فرضیه جدید را مطرح می‌کند. تیم محققان دلیل مرگ بروس لی ناشی از ادم مغزی را مبتلا شدن به هیپوناترمی (کاهش سطح خونی یون سدیم در بدن) دانسته‌اند. اگر مصرف بیش از حد آب با دفع آب از طریق ادرار مطابقت نداشته باشد، می‌تواند منجر به هیپوناترمی، ادم مغزی و مرگ در عرض چند ساعت شود. تیم محققان اضافه می‌کنند که بروس لی در معرض عوامل مختلفی مانند مصرف الکل، ماری جوانا، میزان بالای ورزش، دارو‌های ضد تشنج، استروئیدها، دیورتیک ها و دارو‌های ضد التهابی بوده که همگی می‌توانند منجر به افزایش مصرف آب شوند و همه این موارد منجر به ادم مغزی کشنده شود.

## فیلم‌شناسی

### سینمایی

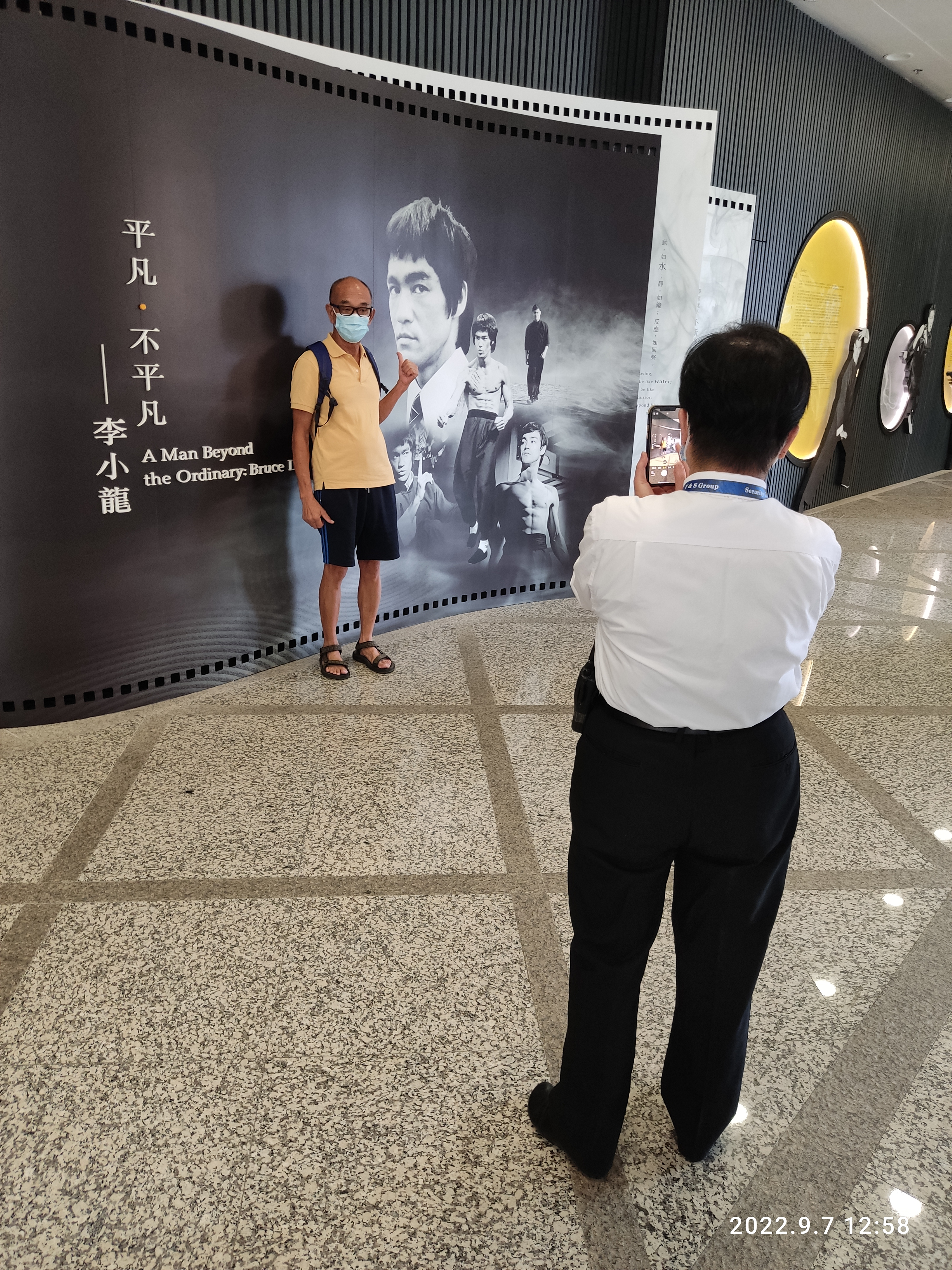
موزه فیلم‌شناسی بروس لی در چین

| سال  | نام فیلم         | کارگردان   | نقش         | نکات مهم |
| ---- | ---------------- | ---------- | ----------- | --- |
| ۱۹۶۹ | مارلو            | پال بوگارت | وینسلاو ونگ | بروس لی در نقشی کوچک به ایفای نقش پرداخته‌است.                                                                                             |
| ۱۹۷۱ | رئیس بزرگ        | لو وی      | چنگ چائو-آن | تحت عنوان مشت‌های خشم نیز شناخته می‌شود. |
| ۱۹۷۲ | خشم اژدها        | لو وی      | چن زن       | تحت عنوان ارتباط چینی نیز شناخته می‌شود، همچنین در ایران معروف به خشم اژدها.                                                               |
| ۱۹۷۲ | راه اژدها        | بروس لی    | تانگ لونگ   | تحت عنوان بازگشت اژدها نیز شناخته می‌شود.                                                                                                  |
| ۱۹۷۳ | اژدها وارد می‌شود | رابرت کلوز | لی          | تحت عنوان عملیات اژدها نیز شناخته می‌شود.                                                                                                  |
| ۱۹۷۸ | بازی مرگ         | رابرت کلوز | بیلی لو     | ساخت آن از سال ۱۹۷۳ شروع شد ولی به دلیل مرگ نابهنگام بروس لی ناتمام ماند و در سال ۱۹۷۸ با استفاده از سکانس‌های قبلی و نیز بدل‌کار ساخته شد. |
| ۱۹۸۱ | بازی مرگ ۲       | نگ سی یوئن | بیلی لو     | بعد از مرگ بروس لی در سال ۱۹۸۱ با استفاده از سکانس‌های قبلی و نیز بدل‌کار ساخته شد.                                                         |

### تلویزیون

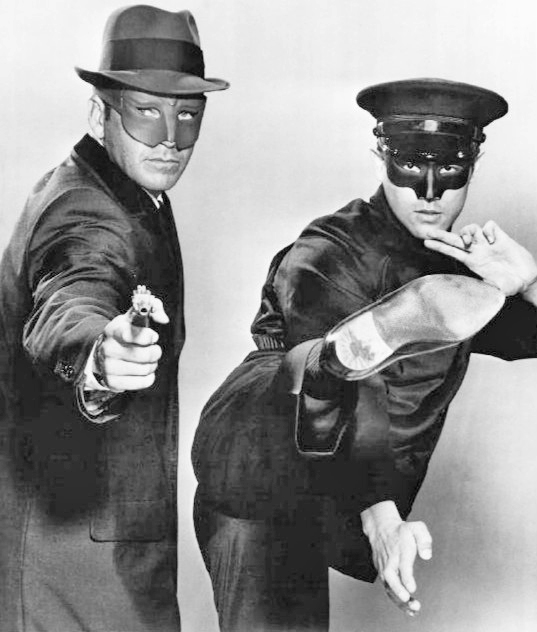
گرین هورنت، مجموعه تلویزیونی محبوب دهه شصت میلادی

| سال  | عنوان سریال          | نقش         | نکات مهم                              |
| ---- | -------------------- | ----------- | ------------------------------------- |
| ۱۹۶۶ | زنبور سبز            | کاتو        | ۲۶ قسمت، ۱۹۶۶–۱۹۶۷                    |
| ۱۹۶۶ | بتمن                 | کاتو        | ۳ قسمت، ۱۹۶۶–۱۹۶۷                     |
| ۱۹۶۷ | آیرونساید            | لئون سو     | قسمت: "Tagged for Murder"             |
| ۱۹۶۹ | بلوندی               | مدرس کاراته | قسمت: "Pick on Someone Your Own Size" |
| ۱۹۶۹ | اینجا عروس‌ها می‌آیند  | لین         | قسمت: "Marriage Chinese Style"        |
| ۱۹۷۰ | امشب از خودت لذت ببر | خودش        | ۲ قسمت، ۱۹۷۰–۱۹۷۲ (هنگ کنگ)           |
| ۱۹۷۱ | خیابان طولانی        | لی سانگ     | ۴ قسمت، ۱۹۷۱                          |
| ۱۹۷۱ | شوی پیر برتون        | خودش        | مصاحبه                                |

### بازی ویدئویی
| سال  | نام بازی                 | پلتفورم                                                                               | Publisher              |
| ---- | ------------------------ | ------------------------------------------------------------------------------------- | ---------------------- |
| ۱۹۸۳ | بروس لی                  | آتاری ۸-بیت، ام‌اس‌ایکس، اسپکتروم، آمستراد سی‌پی‌سی، بی‌بی‌سی مایکرو، C64, ام‌اس-داس، اپل II | Datasoft Inc           |
| ۱۹۸۹ | بروس لی زنده است         | ام‌اس-داس                                                                              | The Software Toolworks |
| ۱۹۹۳ | اژدها: داستان بروس لی    | Sega Genesis, Game Gear, Atari Jaguar, سگا مستر سیستم، Super NES                      | Acclaim Entertainment  |
| ۲۰۰۲ | بروس لی: در جستجوی اژدها | ایکس باکس                                                                             | ویوندی                 |
| ۲۰۰۳ | بروس لی: بازگشت افسانه   | گیم بوی آدونس                                                                         | Universal Interactive  |

## نگارخانه

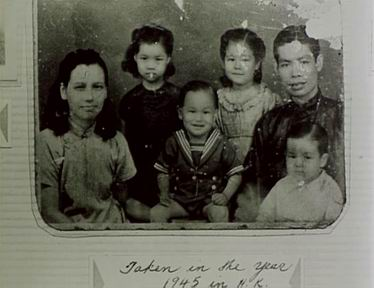
بروس لی سه ماه در کنار خانواده
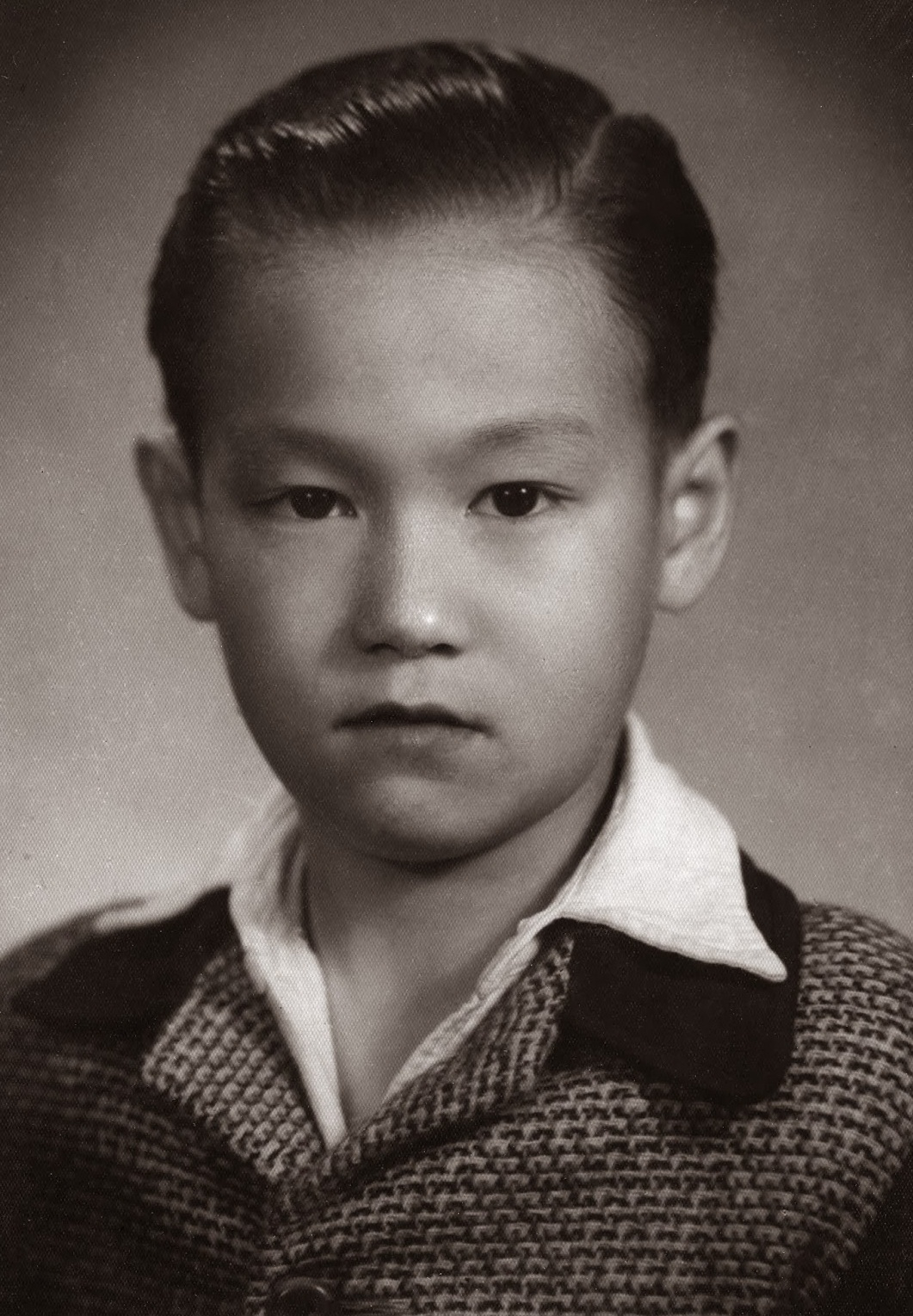
بروس لی در کودکی
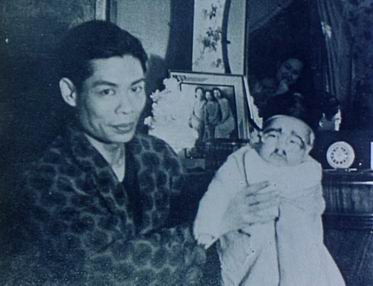
بروسلی و پدرش
بروس لی درحال رقص چا چا
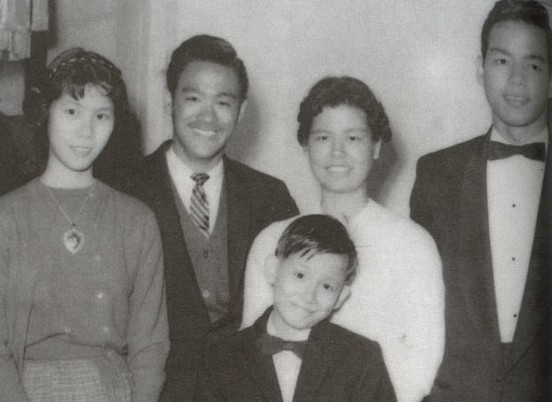
بروسلی در سنین جوانی
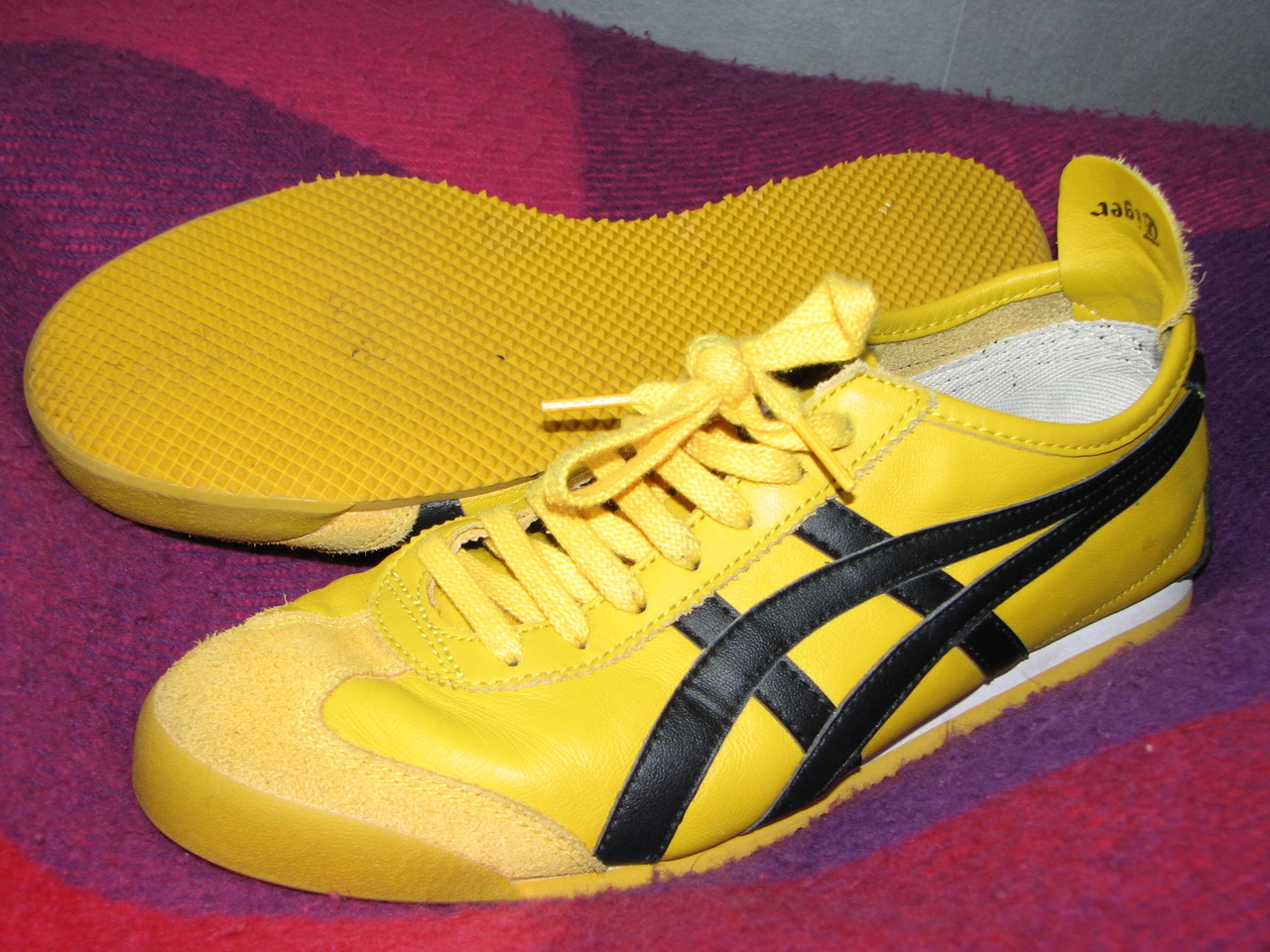
کفش‌های بروسلی
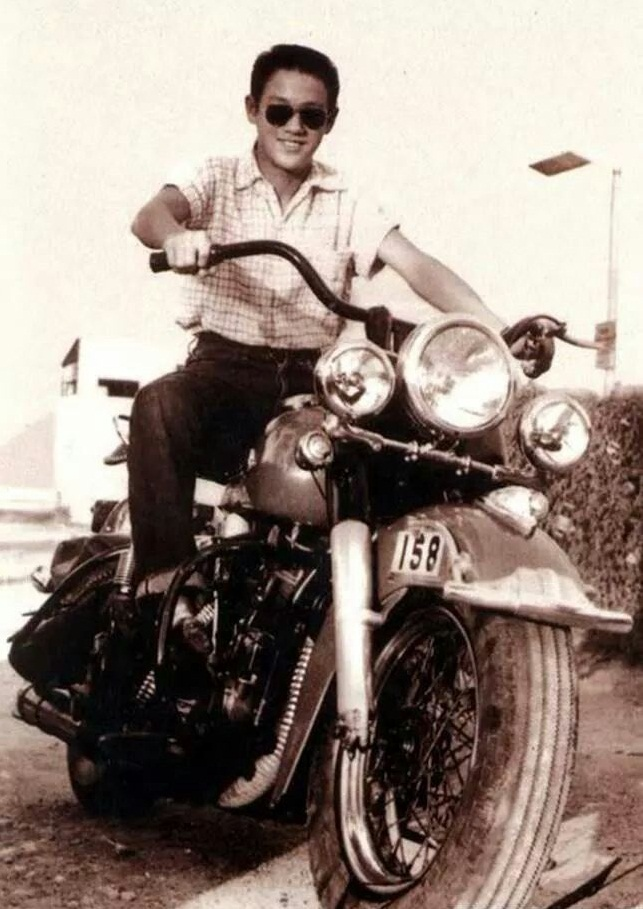
بروس لی درحال موتوسواری

## پانوشت‌ها
1. ↑  اگر چه او در ایالات متحده به دنیا آمده بود، او هرگز حق تابعیتش در ایالات متحده را تا سال ۱۹۵۹ ادعا نکرده بود.
2. ↑  چینی: 李小龍
3. ↑  چینی: 李振藩